# دیوید گریندلی
دیوید گریندلی (انگلیسی: David Grindley؛ زادهٔ ۲۹ اکتبر ۱۹۷۲) ورزشکار دو و میدانی اهل بریتانیا است.